# Georg Wittrock (arkitekt)
 Der er flere personer med dette navn, se Georg Wittrock.
Georg Johan Simon Wittrock (født 4. august 1843 i København, død 17. september 1911 sammesteds) var en dansk historicistisk arkitekt. Han var i kompagniskab med Johan Schrøder, indtil denne blev bygningsinspektør.
Han var søn af premierløjtnant, senere oberstløjtnant Frederik Christian Wittrock og Augusta Rosalie Emilie Unna. Wittrock blev tømrersvend, gik på Teknisk Institut, blev optaget på Kunstakademiet januar 1862, i Arkitektskolens forberedelsesklasse januar 1863, i 1. ornamentklasse oktober 1863, på ny i Arkitektskolens forberedelsesklasse januar 1865. han var medarbejder hos J.D. Herholdt vinteren 1863, arbejdede 1876-1889 i kompagniskab med Johan Schrøder.
Han blev gift 3. december 1885 i København med Bertha Frederikke Pauline Rømer (24. marts 1861 i København – 25. marts 1948 i København), datter af skibsmægler Søren Niels Rømer og Sophie Christine Wiese. Han er urnebegravet på Vestre Kirkegård. 

## Værker
Sammen med Johan Schrøder:
- Helgolandsgade 2/Vesterbrogade 13, København (1875)
- Østergade 34 (1876, nedrevet 1901)
- Svaneapoteket, Østergade 18, København (1877, ombygget)
- Schimmelmanns Palæ, Bredgade 28, ombygningen til koncertpalæ for A/S Koncertpalaiset (Odd-Fellow Palæ) (1884-90, sammen med Johan Schrøder, koncertsalen nedbrændt 1992, pavillonernes kupler mod Bredgade nedtaget)
- Vesterbrogade 2B/Jernbanegade (1886?, nedrevet?)[2]
- Th. Wessel & Vetts dampvæveri, Landskronagade, København (1887, nedrevet)

Alene:
- Ombygning af Café Boulevard til Concert du Boulevard (1875; senere (1881) ombygget til Etablissement National og igen senere National Scala, nedrevet)
- Bygninger til Ebberødgårds Arbejds- og Plejehjem (1892, senere Svaneparken, Frederiksborg Amts plejehjem for psykisk syge, udvidet 1916-23 ved Johannes Magdahl Nielsen og senere)
- Restaurering af Ledreborg ved Lejre (1901-08)
- Nybygning til Birkerød højere Almen- og Kostskole (1905)
- Nybygninger ved Charlottenlund Travbane, Charlottenlund